# Onechte pad
De onechte pad (Pseudobufo subasper) is een kikker uit de familie padden (Bufonidae). Het is de enige soort uit het monotypische geslacht Pseudobufo. De soort werd voor het eerst wetenschappelijk beschreven door Johann Jakob von Tschudi in 1838. Ook werd de wetenschappelijke naam Bufo subasper gebruikt.
De onechte pad komt voor in Indonesië en Maleisië, en is aangetroffen in grote delen van de Indonesische eilanden Sumatra en Kalimantan. De habitat bestaat uit moerassen en vochtige bossen, de soort is niet gesteld op gecultiveerde gebieden. De voortplanting vindt plaats middels een larvestadium.
Over de levenswijze en biologie van de pad is verder vrijwel niets bekend.
Adenomus · 
Altiphrynoides · 
Amazophrynella · 
Anaxyrus · 
Ansonia · 
Atelopus · 
Barbarophryne · 
Blythophryne · 
Bufo · 
Bufoides · 
Bufotes · 
Capensibufo · 
Churamiti · 
Dendrophryniscus · 
Didynamipus · 
Duttaphrynus · 
Epidalea · 
Frostius · 
Ghatophryne · 
Incilius · 
Ingerophrynus · 
Laurentophryne · 
Leptophryne · 
Melanophryniscus · 
Mertensophryne · 
Metaphryniscus · 
Nannophryne · 
Nectophryne · 
Nectophrynoides · 
Nimbaphrynoides · 
Oreophrynella · 
Osornophryne · 
Parapelophryne · 
Pedostibes · 
Pelophryne · 
Peltophryne · 
Phrynoidis · 
Poyntonophrynus · 
Pseudobufo · 
Rentapia · 
Rhaebo · 
Rhinella · 
Sabahphrynus · 
Schismaderma · 
Sclerophrys · 
Strauchbufo · 
Truebella · 
Vandijkophrynus · 
Werneria · 
Wolterstorffina · 
Xanthophryne